# Paris est une fête - Un film en 18 vagues
Ne doit pas être confondu avec Paris est une fête.
 (avril 2017).
Pour plus de détails, voir Fiche technique et Distribution.
Paris est une fête- Un film en 18 vagues est un documentaire expérimental français réalisé par Sylvain George en 2017. Il a été distribué dans les salles de cinéma en 2017 en France.
Il s'agit du cinquième long métrage du cinéaste Sylvain George, qui poursuit son travail sur les politiques migratoires européennes et les mouvements sociaux, en s'intéressant plus particulièrement après les Indignés en Espagne (Vers Madrid-the burning bright), au mouvement "Nuit Debout". 
Ce film extrêmement poétique et politique, prend à bras le corps des questions cruciales qui ont traversé la France et l'Europe, développant tout à la fois une esthétique et un propos fort et très personnel.[non neutre]

## Fiche technique
- Titre : Paris est une fête - Un film en 18 vagues
- Réalisation : Sylvain George
- Scénario : Sylvain George
- Photographie : Sylvain George
- Montage : Sylvain George
- Son : Sylvain George et Ivan Gariel
- Interprétation/voix : Mohamed Camara, Valérie Dréville
- Distribution : Zeugma Films
- Production : Noir Production
- Pays d'origine :   France
- Langue : français, anglais.
- Durée : 95 minutes
- Format : noir et blanc et couleur, Vidéo
- Genre : documentaire
- Dates de sortie : 2017

## Sélections
- Cinéma du Réel 2017, Courtisane 2017, DocumentaMadrid 2017, Bafici 2017, Ficic 2017, Cinémathèque de Ljubljana 2017, It's all true 2017, Lima Independiente Film festival 2017, Cachoeira Doc...